# Arigidi jezik
Arigidi jezik (sjeverni akoko; ISO 639-3: aqg), jedan od defoid jezika unutar koje čini posebnu podskupinu akokoid. Njime govori 48 000 ljudi (1986 in Crozier and Blench 1992) na području nigerijske države Ondo, od čega 45 000 dijalektom igashi.
Postoji nekoliko dijalekata: oyin, uro, arigidí, erúsú (erushu), ojo, udo (ido, òwòn ùdò, oke-agbe), afa (affa, òwòn àfá), òge (òwòn ògè), aje, ese (òwòn èsé) i igashi (ìgàshí, ìgásí, òwòn ìgásí).

## Vanjske poveznice
- Ethnologue (14th)
- Ethnologue (15th)